# بنیاد عبدالرحمن برومند
بنیاد عبدالرحمن برومند نهادی است غیرانتفاعی و غیردولتی که برای پیشبرد حقوق بشر و دموکراسی در ایران تأسیس شده است.

## بانیان
این بنیاد توسط لادن برومند و رؤیا برومند در سال ۱۳۸۰ ده سال پس از قتل پدرشان عبدالرحمن برومند تأسیس شد. خواهران برومند هر دو در فرانسه تحصیل کرده‌اند و دکترای خود را در رشته تاریخ گرفته‌اند. رضا ناصحی فعال حقوق بشری و فارغ‌التحصیل جامعه‌شناسی از دانشگاه تهران در سال ۱۳۸۲به این بنیاد پیوست.

## اهداف
بنیاد برومند یک بنیاد سیاسی است که تلاش می‌کند با تهیه بانک اطلاعات و اسنادی از مسائل حقوق بشر و نقض آن مورد استفاده پژوهشگران تاریخ معاصر ایران قرار بگیرد.

## نتایج
ششم مرداد ۱۳۸۹ قاضی جفری رابرتسون بر اساس پژوهشی که روی آرشیو اسناد بنیاد برومند انجام داد یک گزارش ۱۴۵ صفحه‌ای منتشر نمود و با ذکر نام و با سند و مدرک مسئولان وقت جمهوری اسلامی ایران را به جنایت علیه بشریت و نسل‌کشی متهم کرد و سازمان ملل را به پیگیری قضایی این فراخواند. این پژوهش به عنوان ادله اثباتی جزو مدارک و مستندات دادگاه حمید نوری مورد استناد قرار گرفته است.